# Sam Riegel
Sam Riegel é um dublador, diretor e roteirista estadunidense. Ele é um dos co-criadores e membro regular da websérie Critical Role, na qual se junta a outros colegas dubladores para interpretar personagens em uma campanha de Dungeons & Dragons.

## Vida pessoal
Sua mãe, Lenore, é casada com o autor Jerome Charyn.
Riegel vive em Los Angeles com sua esposa, a diretora de fotografia vietnamita Quyen Tran. Eles têm uma filha e um filho.
Riegel e Tran presenciaram os ataques de 11 de setembro de 2001. Eles foram pegos pela nuvem de poeira formada pelo colapso da Torre Sul, mas escaparam para o Battery Park, onde presenciaram o colapso da Torre Norte; Riegel capturou vídeos que foram utilizados em diversos documentários.

## Carreira
Riegel é conhecido por dublar personagens como Donatello em Teenage Mutant Ninja Turtles e Phoenix Wright na série de jogos Ace Attorney. Ele é um dos co-criadores e jogador da websérie de role-playing Critical Role, na qual joga uma campanha de Dungeons & Dragons junto de outros colegas dubladores. Em 2018, ele recebeu o Daytime Emmy Award por "Melhor Direção em um Programa Animado", pelo seu trabalho em Danger & Eggs. Ele apresenta o podcast All Work No Play junto de Liam O'Brien, também co-criador de Critical Role.

## Filmografia

### Animes
| Ano       | Título                                | Papel                                                          | Observação                                                                  | Fonte                |
| --------- | ------------------------------------- | -------------------------------------------------------------- | --------------------------------------------------------------------------- | -------------------- |
| 2001      | Yu-Gi-Oh! Duel Monsters               | Tristan, Rex Raptor, Para, Arkana                              |                                                                             | [ 10 ]               |
| 2003      | Samurai Deeper Kyo                    | Kotaro Makaora                                                 | Sob o nome Jack Lingo                                                       | [ 11 ]               |
| 2003      | Animation Runner Kuromi               | Nonki Hayama                                                   | Sob o nome Jack Lingo                                                       | [ 11 ] [ 10 ]        |
| 2003      | K.O. Beast                            | Wan Derbard                                                    |                                                                             | [ 12 ]               |
| 2003      | Space Pirate Mito                     | Aoi Mitsukuni                                                  | Sob o nome Jack Lingo                                                       | [ 11 ]               |
| 2004      | Comic Party                           | Kazuki Sendou                                                  | Sob o nome Jack Lingo                                                       | [ 11 ]               |
| 2004      | Here is Greenwood                     | Tenma Koizumi, Masato Ikeda                                    |                                                                             | [ 12 ]               |
| 2004      | Ikki Tousen                           | Chuei Totaku, outros                                           |                                                                             | [ 12 ]               |
| 2004      | Marmalade Boy                         | Michael Grant, outros                                          | Sob os nomes Sam Riegel e Jack Lingo                                        | [ 11 ] [ 12 ]        |
| 2004      | Paranoia Agent                        | Lil' Slugger, outros                                           |                                                                             | [ 12 ]               |
| 2004      | R.O.D                                 | Criminoso, outros                                              |                                                                             | [ 10 ] [ 12 ]        |
| 2004      | Shaman King                           | Faust VIII                                                     |                                                                             | [ 10 ]               |
| 2004      | Texhnolyze                            | Kazuho Yoshii, outros                                          |                                                                             | [ 12 ]               |
| 2005      | Daphne in the Brilliant Blue          | Chang, outros                                                  | Sob os nomes Sam Riegel e Jack Lingo                                        | [ 11 ] [ 12 ]        |
| 2005      | DearS                                 | Hikoro 'Oihiko' Oikawa, assassino, outros                      | Sob os nomes Sam Riegel e Jack Lingo                                        | [ 11 ] [ 12 ]        |
| 2005      | Di Gi Charat                          | Mishter Manager                                                |                                                                             | [ 12 ]               |
| 2005      | Fafner in the Azure                   | Hiroto Doma, outros                                            |                                                                             | [ 12 ]               |
| 2005      | Vulgar Ghost Daydream                 | Souichiro Kadotake, outros                                     | Sob os nomes Sam Riegel e Jack Lingo                                        | [ 11 ] [ 12 ]        |
| 2005      | Grenadier - The Senshi of Smiles      | Yajiro Kojima                                                  |                                                                             | [ 12 ]               |
| 2005      | Kyou Kara Maou                        | Gunter                                                         | Sob o nome Jack Lingo                                                       | [ 11 ]               |
| 2005      | Le Portrait de Petit Cossette         | Eiri's Friend                                                  |                                                                             | [ 12 ]               |
| 2005      | Marmalade Boy movie                   | Manager                                                        |                                                                             | [ 12 ]               |
| 2005      | Naruto                                | Zaku Abumi, Shino Aburame, outros                              | Primeira voz de Shino Aburame                                               | [ 13 ]               |
| 2005      | Scrapped Princess                     | Dennis, Soldado, outros                                        |                                                                             | [ 13 ]               |
| 2005      | Shingu: Secret of the Stellar Wars    | Toshio Mikami, outros                                          | Sob os nomes Sam Riegel e Jack Lingo Também foi diretor e adaptou o roteiro | [ 11 ] [ 12 ] [ 14 ] |
| 2005      | Tenjho Tenge                          | Masayuki Sanada, Dan Inosato                                   |                                                                             | [ 12 ]               |
| 2005      | The Melody of Oblivion                | Male Student A, Male Guest, Person of the Cape, Eichi Hikoyama |                                                                             | [ 12 ]               |
| 2005      | The Twelve Kingdoms                   | Seishou                                                        |                                                                             | [ 12 ]               |
| 2005      | Ultra Maniac                          | Student                                                        |                                                                             | [ 12 ]               |
| 2005      | Zatch Bell!                           | Purio, outros                                                  |                                                                             | [ 13 ]               |
| 2006      | The Prince of Tennis                  | Additional voices                                              | Sob o nome Jack Lingo                                                       | [ 11 ]               |
| 2006      | Boys Be                               | Kyoichi Kanzaki                                                | Diretor de dublagem, roteiro                                                | [ 12 ] [ 15 ] [ 16 ] |
| 2006      | Ergo Proxy                            | Pull                                                           |                                                                             | [ 12 ]               |
| 2006      | Fate/stay night                       | Shirou Emiya                                                   |                                                                             | [ 12 ]               |
| 2006      | Gun Sword                             | Klatt, outros                                                  |                                                                             | [ 12 ]               |
| 2006      | Haré+Guu                              | Ashio                                                          |                                                                             | [ 12 ]               |
| 2006      | Yu-Gi-Oh! GX                          | Blaze                                                          | Ep. 77                                                                      | [ 12 ]               |
| 2006      | Kamichu!                              | Ino, outros                                                    |                                                                             | [ 12 ]               |
| 2006      | Saiyuki Reload Gunlock                | Demon, Taizou                                                  |                                                                             | [ 12 ]               |
| 2007      | Digimon Data Squad                    | Kudamon                                                        |                                                                             | [ 13 ]               |
| 2007      | Suzumiya Haruhi no Yūutsu             | Taniguchi, Eijirou Ohmori, outros                              |                                                                             | [ 13 ]               |
| 2007      | The Third: The Girl With the Blue Eye | Joey, outros                                                   |                                                                             | [ 12 ] [ 17 ]        |
| 2008      | Aika R-16: Virgin Mission             | Gusto                                                          |                                                                             | [ 10 ] [ 12 ]        |
| 2008      | Buso Renkin                           | Madoka Maruyama                                                |                                                                             | [ 12 ]               |
| 2008      | Code Geass                            | Clovis la Britannia                                            |                                                                             | [ 13 ]               |
| 2008      | Lucky Star                            | Minoru Shiraishi, narração                                     |                                                                             | [ 10 ] [ 13 ]        |
| 2008      | Gurren Lagann                         | Viral                                                          |                                                                             | [ 18 ]               |
| 2010      | Yu-Gi-Oh! 5D's                        | Radley                                                         |                                                                             | [ 13 ]               |
| 2012      | Yu-Gi-Oh! ZEXAL                       | Chills                                                         |                                                                             | [ 13 ]               |
| 2012      | Hellsing Ultimate                     | Wild Geese, membros do Vaticano                                | Ep. 6, 8                                                                    | [ 19 ] [ 20 ]        |
| 2012–2013 | Persona 4: The Animation              | Teddie                                                         |                                                                             | [ 10 ]               |
| 2012–2013 | Nurarihyon no Mago (série)            | Kiyotsugu Kiyojuji                                             |                                                                             | [ 10 ]               |
| 2012–2017 | Blue Exorcist (série)                 | Mephisto Pheles                                                |                                                                             | [ 21 ] [ 22 ]        |
| 2013      | K                                     | Yashiro Isana, Fox Spirit                                      |                                                                             | [ 23 ]               |
| 2013–2014 | B-Daman Crossfire                     | Reggie Mak, outros                                             |                                                                             | [ 10 ]               |
| 2013      | Digimon Fusion                        | BlueMeramon                                                    |                                                                             | [ 10 ]               |
| 2016–2017 | One-Punch Man                         | Metal Bat                                                      |                                                                             | [ 24 ]               |
| 2016      | Sengoku Basara: End of Judgement      | Motonari Mōri                                                  |                                                                             | [ 25 ]               |
| 2018      | Ace Attorney (série de TV)            | Furio Tigre                                                    |                                                                             | [ 26 ]               |
| 2020      | Ghost in the Shell: SAC 2045          | One Man, agentes, membro do ISAF                               |                                                                             | [ 10 ]               |

### Animações
| Ano           | Título                       | Papel                   | Observação                                                                      | Fonte         |
| ------------- | ---------------------------- | ----------------------- | ------------------------------------------------------------------------------- | ------------- |
| 2003–2009     | Teenage Mutant Ninja Turtles | Donatello, outros       |                                                                                 | [ 27 ]        |
| 2011–2014     | Winx Club                    | Riven                   |                                                                                 | [ 28 ]        |
| 2013–2018     | Sofia the First              | Vários personagens      | Diretor de diálogo                                                              | [ 10 ]        |
| 2013–2016     | Wander Over Yonder           | Emperor Awesome, outros | Diretor de diálogo Roteirista dos ep. "The Bad Hatter", "The Robomechabotatron" | [ 10 ] [ 27 ] |
| 2015–2016     | Fresh Beat Band of Spies     | Vários personagens      | Diretor de dublagem e de elenco                                                 | [ 10 ] [ 29 ] |
| 2015–2018     | Pickle and Peanut            | Sultry Dog, outros      | Diretor de diálogo                                                              | [ 30 ] [ 31 ] |
| 2016–2020     | Elena of Avalor              | Vários personagens      | Diretor de diálogo                                                              | [ 32 ]        |
| 2017–presente | DuckTales                    | Slash, Tenderfeet       | Diretor de diálogo                                                              | [ 10 ]        |

### Filmes
| Ano  | Título                              | Papel          | Observação | Fonte  |
| ---- | ----------------------------------- | -------------- | ---------- | ------ |
| 2006 | Patlabor: The Movie                 | Isao Ota       |            | [ 12 ] |
| 2006 | Patlabor 2                          | Isao Ota       |            | [ 12 ] |
| 2009 | Redline                             | Miki           |            | [ 10 ] |
| 2009 | Tales of Vesperia: The First Strike | Flynn Scifo    |            | [ 10 ] |
| 2009 | Turtles Forever                     | 2003 Donnie    |            | [ 10 ] |
| 2010 | Freak Dance                         | Bario          |            | [ 10 ] |
| 2011 | Back to the Sea                     | Short Seagull  |            | [ 10 ] |
| 2012 | Sengoku Basara: The Last Party      | Mori Motonari  |            | [ 10 ] |
| 2013 | Zambezia                            | Hurricanes     |            | [ 10 ] |
| 2014 | Khumba                              | Jock           |            | [ 10 ] |
| 2015 | Tiger and Bunny: The Rising         | Mark Schneider |            | [ 33 ] |
| 2017 | K: Missing Kings                    | Yashiro Isana  |            | [ 34 ] |

### Documentários
| Ano  | Título                            | Papel      | Observação | Fonte        |
| ---- | --------------------------------- | ---------- | --- | ------------ |
| 2011 | Sam Riegel and Quyen Tran on 9/11 | Sam Riegel | Gravações pessoais durante os ataques de 11 de setembro de 2001, usadas em 102 Minutes That Changed America e outros documentários | [ 2 ] [ 35 ] |

### Jogos eletrônicos
| Ano       | Título                                                   | Papel                                            | Observação                         | Fonte         |
| --------- | -------------------------------------------------------- | ------------------------------------------------ | ---------------------------------- | ------------- |
| 2004      | Obscure                                                  | Josh Carter                                      |                                    | [ 10 ]        |
| 2006      | Blue Dragon                                              | King Jibral, Turbulent Mai                       | Sob o nome Sam Regal               | [ 10 ]        |
| 2006      | God Hand                                                 | Azel, Bruce, Ravel, Sensei, Villagers            |                                    | [ 10 ]        |
| 2006–2007 | .hack//G.U. (série)                                      | Silabus, outros                                  |                                    | [ 10 ]        |
| 2007      | Eternal Sonata                                           | Allegretto                                       | Sob o nome Sam Regal               | [ 10 ]        |
| 2008      | Final Fantasy IV                                         | Edward                                           | Sob o nome Jack Lingo              | [ 11 ]        |
| 2008      | Tales of Vesperia                                        | Flynn Scifo                                      |                                    | [ 10 ]        |
| 2009      | Resident Evil: The Darkside Chronicles                   | Steve Burnside                                   |                                    | [ 10 ]        |
| 2009      | Teenage Mutant Ninja Turtles: Smash Up                   | Donatello                                        |                                    | [ 10 ]        |
| 2009      | Teenage Mutant Ninja Turtles: Turtles in Time Re-Shelled | Donatello, Baxter Stockman, soldados             |                                    | [ 10 ]        |
| 2009      | Kamen Rider: Dragon Knight                               | Incisor, System Voice                            | Sob o nome Sam Regal               | [ 10 ]        |
| 2010      | Resonance of Fate                                        | Jean-Paulet                                      |                                    | [ 10 ]        |
| 2010      | Fallout: New Vegas                                       | Ghouls                                           | Sob o nome Sam "Jack Lingo" Riegel | [ 10 ]        |
| 2010      | Metal Gear Solid: Peace Walker                           | Soldados, outros                                 |                                    | [ 10 ]        |
| 2010      | Transformers: War for Cybertron                          | Starscream                                       |                                    | [ 10 ]        |
| 2011      | Ultimate Marvel vs. Capcom 3                             | Phoenix Wright                                   |                                    | [ 10 ]        |
| 2012      | The Amazing Spider-Man                                   | Peter Parker / Homem-Aranha                      |                                    | [ 10 ]        |
| 2012      | Persona 4 Golden                                         | Teddie                                           |                                    | [ 10 ]        |
| 2012      | Transformers: Fall of Cybertron                          | Starscream                                       |                                    | [ 10 ]        |
| 2013      | Tales of Xillia                                          | Jude Mathis                                      |                                    | [ 10 ]        |
| 2013      | Fire Emblem: Awakening                                   | Stahl, Donnel                                    | Sob o nome Sam Regal               | [ 10 ]        |
| 2013      | Aliens: Colonial Marines                                 | Marines                                          |                                    | [ 10 ]        |
| 2013      | Naruto (série de jogos)                                  | Baki                                             |                                    | [ 10 ]        |
| 2013      | Phoenix Wright: Ace Attorney - Dual Destinies            | Phoenix Wright                                   |                                    | [ 36 ]        |
| 2013      | Sly Cooper: Thieves in Time                              | Tennessee Kid Cooper, Red-Eye Robles             |                                    | [ 10 ]        |
| 2013      | Gears of War: Judgment                                   | Aftermath Survivor, Survivor Three, Lab Polanski |                                    | [ 37 ]        |
| 2013      | Final Fantasy XIV: A Realm Reborn                        | Alphinaud Leveilleur                             | Sob o nome Sam Regal               | [ 38 ]        |
| 2013      | Sonic Lost World                                         | Zor                                              |                                    | [ 10 ]        |
| 2013      | Call of Juarez: Gunslinger                               | Dwight                                           |                                    | [ 10 ]        |
| 2014      | The Amazing Spider-Man 2                                 | Peter Parker / Spider-Man                        |                                    | [ 10 ]        |
| 2014      | Transformers: Rise of the Dark Spark                     | Starscream, Soldado Autobot 02                   |                                    | [ 10 ]        |
| 2015      | Pillars of Eternity                                      | Heodan                                           | Sob o nome Sam Regal               | [ 10 ]        |
| 2015      | Minecraft: Story Mode                                    | Griefer                                          |                                    | [ 10 ]        |
| 2015      | Guild Wars 2: Heart of Thorns                            | Braham                                           |                                    | [ 39 ] [ 40 ] |
| 2016      | Phoenix Wright: Ace Attorney − Spirit of Justice         | Phoenix Wright                                   |                                    | [ 10 ]        |
| 2016      | Ratchet & Clank                                          | Zed, Zurkon Jr.                                  |                                    | [ 10 ]        |
| 2016      | World of Final Fantasy                                   | Ultros                                           |                                    | [ 10 ]        |
| 2016      | Yu-Gi-Oh! Duel Links                                     | Rex Raptor, Arkana e Para                        |                                    | [ 10 ]        |
| 2017      | Fire Emblem Heroes                                       | Stahl, Raigh, Donnel                             | Sob o nome Sam Regal               | [ 10 ]        |
| 2018      | Pillars of Eternity 2: Deadfire                          | Rekke                                            |                                    | [ 41 ]        |
| 2018      | Pillars of Eternity 2: Deadfire: Critical Role Pack      | Scanlan Shorthalt                                |                                    | [ 42 ]        |
| 2018      | Guild Wars 2: Path of Fire                               | Qadim                                            |                                    | [ 43 ]        |
| 2019      | Rage 2                                                   | Walker                                           | Sob o nome Sam Regal               | [ 44 ]        |
| 2019      | Freedom Finger                                           | Controle da missão                               |                                    | [ 45 ]        |
| 2020      | Bugsnax                                                  | Gramble Gigglefunny                              |                                    | [ 46 ]        |

### Live action
| Ano           | Título        | Papel | Observação                  | Fonte                       |
| ------------- | ------------- | --- | --------------------------- | --------------------------- |
| 2015–presente | Critical Role | - Scanlan Shorthalt, Taryon Darrington (Campanha 1 - Vox Machina) - Nott the Brave / Veth Brenatto (Campanha 2 - The Mighty Nein) - Fresh Cut Grass (Campanha 3) | Co-criador, websérie de RPG | [ 47 ] [ 48 ] [ 49 ] [ 50 ] |